# Tanneke Hartzuiker
 (février 2019).
Si vous disposez d'ouvrages ou d'articles de référence ou si vous connaissez des sites web de qualité traitant du thème abordé ici, merci de compléter l'article en donnant les références utiles à sa vérifiabilité et en les liant à la section « Notes et références ».
Tanneke Hartzuiker, née Taetske Maria Hartzuiker le 23 août 1955 à Hilversum, est une actrice et doubleuse néerlandaise.

## Filmographie

### Cinéma et téléfilms
- 1981 : Te gek om los te lopen (nl) : Corry
- 1986 : Les Gravos (Flodder) : Yolanda Kruisman
- 1987 : Goeie Buren : Tineke de Wit
- 1987-1989 : Familie Oudenrijn (nl) : Merel Oudenrijn
- 1988 : Amsterdamned : Potter
- 1990-1993 : Spijkerhoek (nl) : Connie Jansen
- 1992 : Sjans : Stella
- 1996 : Les Gravos (Flodder) : Mme Van Santen
- 1996-1997 : Onderweg naar Morgen : Kate Leeflang
- 1997 : SamSam (nl) : Henriette
- 1998 : De club (nl) : deux rôles (Petra et Monique)
- 1998 : Het zonnetje in huis (nl) : Ria, La professeur de jardin d'enfants
- 1998-2000 : Kees & Co (nl) : Laura
- 1999 : Tarzan : Kala
- 2000 : Westenwind (nl) : Esther Pauwels
- 2000-2019 : Goede tijden, slechte tijden : deux rôles (Mary Verstraete et Apollonia Xander)
- 2002 : Pietje Bell : la danseuse
- 2004 : Ernstige delicten (nl) : Annemarie van Reden
- 2004 : Erik of het klein insectenboek (nl) : La vielle Mme Mug
- 2009 : Lover of loser (nl) : la cliente dans un salon de coiffure
- 2010 : Verborgen verhalen (nl) : la mère des jumeaux
- 2012 : Divorce : La joaillière
- 2014 : Une belle famille : Wilma
- 2015 : Bagels & Bubbels (nl) : Carla van Langeveld
- 2016 : Fissa : La mère de Max
- 2017 : Dokter Tinus : Marina van Sisseren
- 2018 : Flikken Rotterdam (nl) : Emmy